# 파이널 판타지 VII 어드벤트 칠드런
《파이널 판타지 VII 어드벤트 칠드런》(ファイナルファンタジーVII アドベントチルドレン, FINAL FANTASY VII ADVENT CHILDREN)은 스퀘어 에닉스가 만든 3D 애니메이션으로 《파이널 판타지 VII》의 2년 후 이야기를 다루었다. 100분의 길이로 DVD로 발매되었으며, 발매년도는 2005년이다. 발매 후 뛰어난 3D 그래픽과 《파이널 판타지 VII》의 뒷 이야기를 다루었다는 점 때문에 화제가 되었다. 2009년 4월에는 추가 영상을 넣어 새롭게 편집한 《파이널 판타지 7: 어드벤트 칠드런 컴플리트》가 블루레이 디스크로 출시되었다.